# МК-Ультра
Проект МКULTRA (англ. Project MKULTRA, также известен как МК-ULTRA) — кодовое название секретной программы американского ЦРУ, имевшей целью поиск и изучение средств манипулирования сознанием, например, для вербовки агентов или для извлечения сведений на допросах, в частности с помощью использования психотропных химических веществ (оказывающих воздействие на сознание человека).

## Описание
По имеющимся сведениям, программа существовала с начала 1950-х годов и, по крайней мере, до конца 1960-х годов, а по ряду косвенных признаков продолжалась и позже. ЦРУ намеренно уничтожило ключевые документы программы MKULTRA в 1973 году, что значительно затруднило расследование её деятельности Конгрессом США в 1975 году.
В Монреале, в Мемориальном институте Аллана при Университете Макгилла психиатр Дональд Камерон проводил эксперименты, применяя различные химические средства (нервно-паралитические отравляющие вещества, ЛСД и психотропные препараты, и электросудорожную терапию).
Участникам экспериментов непрерывно в течение нескольких месяцев вводили химические средства или вводили их электрическими разрядами в коматозное состояние и при этом заставляли прослушивать записанные на магнитофонную ленту и многократно воспроизводимые звуки или простые повторяющиеся команды. Целью данных экспериментов была разработка методов стирания памяти и полной переделки личности.
Эксперименты обычно проводились на людях, обратившихся в психиатрическую клинику Мемориального института Аллана с незначительными проблемами, такими как неврозы, тревоги или послеродовая депрессия. Впоследствии политический скандал, вызванный результатами парламентского расследования MK-ULTRA, повлиял на принятие значительно более строгих законов, обеспечивающих получение «информированного согласия» (англ. informed consent) в любых экспериментах над людьми.
В 1987 году стало известно, что в ходе экспериментов был убит по крайней мере один из испытуемых, Гарольд Блауэр (8 января 1953 года). Он обратился в Нью-Йоркский психиатрический институт из-за депрессии после развода, ему не сообщали о проведении над ним засекреченных экспериментов по исследованию токсичности ряда засекреченных препаратов. Он был убит пятой инъекцией в серии с увеличивавшейся дозировкой, после ряда его жалоб и отказа от продолжения лечения, путём введения 450 мг MDA (EA 1298) внутривенно. На протяжении более чем 20 лет представители федеральной власти и властей штата и армии путём заговора скрывали истинную причину смерти, подделав медицинские документы и скрыв факт проведения армейского эксперимента от лечащего врача, родственников и юристов.

## Масштаб программы
Масштаб MKULTRA можно оценить из того факта, что бюджет программы в 1953 году составлял 6 % общего бюджета ЦРУ, при этом средств мониторинга и контроля расходов не предусматривалось.
Объём исследований и экспериментов также может быть оценён из фактов о том, что в них принимало участие 44 учебных и исследовательских учреждений (университеты и колледжи), 15 научно-исследовательских, химических и фармацевтических компаний, 12 госпиталей и клиник и 3 тюремных заведения.

## Состав программы
Сохранившиеся документы ЦРУ указывают на то, что программа ставила целью исследование воздействия «химических, биологических и радиологических» методов на сознание. В частности, изучались такие темы, как:
- расстройство памяти
- дискредитация человека его поведением
- изменение сексуальных привычек
- методы выпытывания информации
- внушаемость
- создание у человека чувства зависимости

В качестве одного из ответвлений проектов «МК Ультра» и «Артишок», нацеленных на разрушение личности агентов, некоторые источники называют проект «Монарх» (англ. Project Monarch).

## В популярной культуре

### Музыка
- «MK Ultra» — седьмая песня альбома The Resistance британской рок-группы Muse.
- «МК-Ультра» — девятый трек совместного альбома «Прилунение» российских рэп-исполнителей GONE.Fludd и M00nchild.
- «МК Ultra» — Одна из песен альбома Juggernaut: Alpha прогрессив-метал группы Periphery
- «Mkultra» — восьмой трек альбома «Chemistry Of Consciousness» американской трэш-метал группы Toxic Holocaust
- «Mkultra Victim» — один из треков американской панк-рок группы Negative XP
- «Мк-ультра» — трек советской рок-группы Объект насмешек
- «MK Ultra» — десятый трек альбома «Rot» немецкой электро-индустриальной группы [:SITD:]

### Кино
- МК-Ультра фигурирует в сюжете фильма Solver 2017 года[10].
- Американский фильм MK Ultra 2022 года.

### Телевидение
- Мини-сериал CBC 1998 года «Спящая комната» инсценирует эксперименты по «промыванию мозгов», финансируемые МК-Ультра, которые проводились на канадских психически больных в 1950-х и 60-х годах, и их последующие попытки подать в суд на ЦРУ[11].
- В 19 серии 2 сезона сериала «Кости», «Астронавт в кратере», Джек Ходжинс упоминает, что Фрэнк Олсон был невольным участником и покончил жизнь самоубийством, но эксгумация 45 лет спустя доказала, что он был убит[12].
- «Уормвуд» — американский шестисерийный документальный мини-сериал 2017 года, снятый Эрролом Моррисом и выпущенный на Netflix. Сериал основан на жизни учёного Фрэнка Олсона и его участии в проекте МК-Ультра[13].
- В сериале «Очень странные дела» имеется несколько вымышленных персонажей, связанных с проектом МК-Ультра, таких как Одиннадцать, Кали и Генри Крил.
- В 6-й серии 1-го сезона сериала «Охота» показаны эксперименты в рамках программы МК-Ультра профессора психологии Гарвардского университета над 16-летним Теодором Качинским.
- В 15-й серии 7-го сезона сериала "Новичок" рассказывается о журналистке, исследующей вымышленную заброшенную больницу "Вествью", где проводили опыты над пациентами в рамках программы МК-Ультра, и вымышленном враче, завербованном ЦРУ и впоследствии умершем от своего же препарата.

### Видеоигры
- В Call of Duty: Black Ops и Call of Duty: Black Ops Cold War представлены персонажи, прошедшие программу МК-Ультра, в первую очередь Алекс Мэйсон и Белл.
- Сюжет серии Survival horror игр Outlast построен на основе реальной истории МК-Ультра[14][15].
- В Manhunt 2, разработанной Rockstar Games, МК-Ультра часто упоминается и на неё ссылаются многие части сюжетной линии.
- В Mafia 3, персонаж Донован несколько раз упоминал МК-Ультра